# John H. Curtiss
John Hamilton Curtiss  (* 23. Dezember 1909; † 13. August 1977 in Port Angeles, Washington) war ein US-amerikanischer Mathematiker.
Sein Vater David Raymond Curtiss (1878–1953) war Mathematikprofessor an der Northwestern University. Curtiss studierte an der Northwestern University mit dem Bachelor-Abschluss 1930 mit Bestnoten, an der University of Iowa mit dem Master-Abschluss in Statistik bei H. L. Rietz und an der Harvard University, an der er 1935 bei Joseph Leonard Walsh promoviert wurde (Interpolation in Transforms of the Roots of Unity and the Jacobi Interpolation Series on the Lemniscate of Convergence). Danach war er Instructor in Mathematik an der Johns Hopkins University und lehrte ab 1936 an der Cornell University. Von 1943 bis 1946 war er als Lieutenant Commander im Bureau of Ships der US Navy, zuständig für Qualitätskontrolle.
1946 wurde er Assistent des Physikers und Direktors des National Bureau of Standards, Edward Condon, und leitete dort von 1947 bis 1953 die Abteilung Angewandte Mathematik (National Applied Mathematics Laboratories, später Applied Mathematics Division). In dieser Zeit trug er wesentlich zum Aufbau einer Infrastruktur elektronischer Computer bei (so dem SEAC) und der Förderung der für die Nutzung der Computer (am NBS, wo er anfangs für Statistik zuständig war, war auch das Mathematical Tables Project angesiedelt) nötigen numerischen Mathematik. 1953/54 war er ein Jahr am Courant Institute. Von 1954 bis 1959 war er Executive Director der American Mathematical Society.
Von 1959 bis 1977 war er Mathematikprofessor an der University of Miami in Coral Gables. Dort befasste er sich vor allem mit Approximationstheorie im Komplexen. Anfang der 1950er Jahre befasste er sich mit Statistik (besonders Monte Carlo Methoden).
1952 war er Gastprofessor an der Harvard University.